# Alistair Cragg
Alistair Ian Cragg (Johannesburg, 13 juni 1980) is een Ierse atleet, die zich heeft gespecialiseerd in de middellange afstand en het veldlopen. Zijn beste prestatie boekte hij in 2005 door in Madrid Europees indoorkampioen te worden op de 3000 m. Ook nam hij driemaal deel aan de Olympische Spelen.

## Biografie

### Begin van de atletiek en studie
In 1998 en 1999 kwam Cragg uit voor zijn geboorteland Zuid-Afrika op de wereldkampioenschappen veldlopen. Daarna volgde Cragg zijn oudere broer en studeerde een jaar aan de Southern Methodist University in Texas. Na een korte periode te zijn teruggekeerd in Zuid-Afrika, ging Cragg naar de Universiteit van Arkansas in Fayetteville, Arkansas. Onder leiding van de John McDonnell veroverde hij zeven kampioenschappen (in- en outdoor).

### Ierse nationaliteit
Cragg besloot daarna om tijdens internationale wedstrijden voortaan voor Ierland uit te komen. Hij had deze mogelijkheid, omdat zijn grootouders uit Ierland kwamen en Cragg daarom een Iers paspoort kon verkrijgen.
Bij de Europese kampioenschappen veldlopen in 2003 kwam Cragg voor het eerst uit voor Ierland.

### Professionele carrière
Op de Olympische Spelen van 2004 in Athene was Cragg de enige atleet uit een Europees land in de finale van de 5000 m. Hij finishte als twaalfde. In 2004 behaalde Cragg ook zijn enige Ierse nationale titel op de 1500 m.
Begin 2005 baarde Cragg opzien door in Boston Kenenisa Bekele te verslaan tijdens een indoorwedstrijd over 3000 m. Bekele vergiste zich in het aantal rondes dat nog gelopen moest worden, waardoor Cragg hem kon inhalen. Dit betekende de eerste nederlaag voor Bekele in zeer lange tijd. Vervolgens won Cragg in dezelfde winter nog de Europese indoortitel over 3000 m. Dat deed hij in Madrid.
Bij de wereldindoorkampioenschappen in Moskou in 2006 behaalde Cragg een vierde plaats achter Bekele, Shaheen en Kipchoge. Tijdens de Europese kampioenschappen in Göteborg in de zomer van 2006 moest Cragg in de finale opgeven met een blessure. In 2007 liep Cragg zijn snelste tijden op de 1500 m, 3000 m, 5000 m en 10.000 m.
Op de Olympische Spelen van 2008 in Peking nam Cragg deel aan de 1500 m en de 5000 m. Op beide afstanden bleef hij steken in de series. In de zomer van 2009 voegde Cragg zich bij de Mammoth Track Club, waar onder andere Ryan Hall, Meb Keflezighi en Deena Kastor trainen. De EK veldlopen in december 2009 eindigden voor Cragg teleurstellend. In Dublin finishte hij als 40e.
Begin 2010 debuteerde Cragg op de halve marathon van New York. Hij liep daar een tijd van 1:01.58. Op de Olympische Spelen in Londen kwam hij uit op de 5000 m, maar wist zich niet te plaatsen voor de finale.

## Titels
| titel                          | jaar |
| ------------------------------ | ---- |
| Europees indoorkampioen 3000 m | 2005 |
| Iers kampioen 1500 m           | 2004 |
| Iets kampioen 5000 m           | 2009 |

## Persoonlijke records
Outdoor
| Onderdeel | Prestatie | Datum         | Plaats     |
| --------- | --------- | ------------- | ---------- |
| 1500 m    | 3.36,18   | 20 mei 2007   | Carson     |
| 3000 m    | 7.32,49   | 25 juli 2007  | Monaco     |
| 5000 m    | 13.07,10  | 21 juli 2007  | Brasschaat |
| 10.000 m  | 27.39,55  | 29 april 2007 | Palo Alto  |

Indoor
| Onderdeel   | Prestatie | Datum            | Plaats       |
| ----------- | --------- | ---------------- | ------------ |
| 1 Eng. mijl | 3.55,04   | 21 januari 2006  | Fayetteville |
| 3000 m      | 7.38,59   | 14 februari 2004 | Fayetteville |
| 2 Eng. mijl | 8.27,39   | 28 januari 2006  | Boston       |
| 5000 m      | 13.28,93  | 14 maart 2003    | Fayetteville |

Weg
| Onderdeel      | Prestatie | Datum         | Plaats   |
| -------------- | --------- | ------------- | -------- |
| halve marathon | 1:00.49   | 20 maart 2011 | New York |

## Palmares

### 1500 m
- 2008: 8e in series OS - 3.44,90

### 3000 m
- 2005:  EK indoor - 7.46,32
- 2006: 4e WK indoor - 7.46,43
- 2007: 6e EK indoor - 8.03,70
- 2009: 5e Prefontaine Classic - 7.37,84

### 5000 m
- 2004: 5e Grand Prix in Londen - 13.12,74
- 2004: 12e OS - 13.43,06
- 2006: 5e Prix in New York - 13.08,97
- 2006: 3e in series WK - 13.50,12
- 2007: 13e in series WK - 13.59,45
- 2008: 4e Grand Prix in New York - 13.25,36
- 2008: 6e in series OS - 13.38,57
- 2009:  Iers kamp. in Dublin - 13.52,15
- 2009: 13e in series WK - 13.46,34
- 2010: 6e in series EK - 13.37,66
- 2011: 8e Adidas Grand Prix - 13.12,21
- 2011: 14e WK - 13.45,33
- 2011: 5e Ivo Van Damme Memorial - 13.03,53
- 2012: 17e in series OS - 13.47,01
- 2012: 4e Stanford Invitational in Palo Alto - 13.32,76

### 5 km
- 2009: 5e Applied Materials Silicon Valley Turkey Trot in San Jose - 13.50,2
- 2010:  Lexus Santa Monica - 13.55
- 2013:  Westfield Flat Fast - 13.24
- 2013: 4e CVS Caremark Downtown in Providence - 13.53,9
- 2013: 5e NYRR Dash to the Finish Line in New York - 13.55,8
- 2014:  Ras na hEireann USA in Somerville - 14.38

### 10 km
- 2010: 5e Healthy Kidney in New York - 28.33
- 2013:  Saint Patrick's Road Race in Holyoke - 29.20

### 10 Eng. mijl
- 2011:  Great South Run - 47.14

### halve marathon
- 2010: 6e halve marathon van Philadelphia - 1:02.15
- 2011: 6e halve marathon van New York - 1:00.49
- 2011:  halve marathon van Tempe - 1:03.22
- 2012: 5e halve marathon van Boston - 1:04.10
- 2013:  halve marathon van Edmonton - 1:04.39

### marathon
- 2013: 26e marathon van Fukuoka - 2:23.05

### veldlopen
- 1998: 121e WK junioren - 28.16
- 1999: 57e WK junioren in Belfast - 28.48
- 2002: 8e EK in Medulin - 29.13
- 2004: 16e WK in Brussel - 11.58
- 2009: 40e EK in Dublin - 32.53